# Liste der Baudenkmale in Algermissen
In der Liste der Baudenkmale in Algermissen sind alle Baudenkmale der niedersächsischen Gemeinde Algermissen aufgelistet. Die Quelle der  Baudenkmale ist der Denkmalatlas Niedersachsen. Der Stand der Liste ist der 20. Februar 2021.

## Allgemein
In den Spalten befinden sich folgende Informationen:
- Lage: die Adresse des Baudenkmales und die geographischen Koordinaten. Kartenansicht, um Koordinaten zu setzen. In der Kartenansicht sind Baudenkmale ohne Koordinaten mit einem roten Marker dargestellt und können in der Karte gesetzt werden. Baudenkmale ohne Bild sind mit einem blauen Marker gekennzeichnet, Baudenkmale mit Bild mit einem grünen Marker.
- Bezeichnung: Bezeichnung des Baudenkmales
- Beschreibung: die Beschreibung des Baudenkmales. Unter § 3 Abs. 2 NDSchG werden Einzeldenkmale und unter § 3 Abs. 3 NDSchG Gruppen baulicher Anlagen und deren Bestandteile ausgewiesen.
- ID: die Objekt-ID des Baudenkmales
- Bild: ein Bild des Baudenkmales, ggf. zusätzlich mit einem Link zu weiteren Fotos des Baudenkmals im Medienarchiv Wikimedia Commons. Wenn man auf das Kamerasymbol klickt, können Fotos zu Baudenkmalen aus dieser Liste hochgeladen werden:

## Algermissen

### Gruppe: Stichkanal Hildesheim, Abschnitt Algermissen
Die Gruppe „Stichkanal Hildesheim, Abschnitt Algermissen“ hat die ID 34454805.

| Lage                       | Bezeichnung | Beschreibung | ID       | Bild |
| -------------------------- | ----------- | ------------ | -------- | ---- |
| 52° 14′ 56″ N, 9° 57′ 5″ O | Kanal       |              | 34461516 | BW   |
| 52° 17′ 4″ N, 9° 57′ 35″ O | Brücke      | Bauwerk 383  | 34461489 | BW   |

### Gruppe: Kirche St. Matthäus, St. Georg, Friedhof
Die Gruppe „Kirche St. Matthäus, St. Georg, Friedhof“ hat die ID 34454688.

| Lage                                    | Bezeichnung | Beschreibung | ID       | Bild           |
| --------------------------------------- | ----------- | --- | -------- | -------------- |
| Marktstraße 52° 15′ 12″ N, 9° 58′ 18″ O | Kirche      | Die katholische Kirche St. Matthäus und St. Georg wurde 1720 erbaut. Es ist ein Saalbau aus Bruchstein mit einer Werksteingliederung einem eingezogenen Chor und ein Westturm. Der Turm hat eine achteckige Haube aus Schiefer und darauf befindet sich ein Spitzhelm. Die Ausstattung im Inneren ist im wesentlich aus der Bauzeit und im barocken Stil gehalten. Das Deckengemälde zeigt die Hl. Dreifaltigkeit, Christi Himmelfahrt, Kirchenväter und Szenen aus dem alten und Neuem Testament. | 34461960 | Weitere Bilder |
| Marktstraße 52° 15′ 12″ N, 9° 58′ 18″ O | Friedhof    | Auf dem Friedhof befinden sich viele Grabsteine aus dem 18. Jahrhundert. Die meisten davon sind Stelen. | 34461989 | BW             |
| Marktstraße 52° 15′ 12″ N, 9° 58′ 19″ O | Baumbestand | | 4463525  | BW             |

### Gruppe: Hofanlage, Alte Straße 11
Die Gruppe „Hofanlage, Alte Straße 11“ hat die ID 34454674.

| Lage                                       | Bezeichnung        | Beschreibung | ID       | Bild |
| ------------------------------------------ | ------------------ | ------------ | -------- | ---- |
| Alte Straße 11 52° 15′ 9″ N, 9° 57′ 44″ O  | Wohnhaus           |              | 34461581 | BW   |
| Alte Straße 11 52° 15′ 10″ N, 9° 57′ 45″ O | Wirtschaftsgebäude |              | 34461603 | BW   |

### Einzeldenkmal
| Lage                                         | Bezeichnung      | Beschreibung | ID       | Bild           |
| -------------------------------------------- | ---------------- | --- | -------- | -------------- |
| Hortelner Straße 52° 15′ 13″ N, 9° 57′ 45″ O | Bildstock        | | 34461825 | BW             |
| Hortelner Straße 52° 15′ 13″ N, 9° 57′ 45″ O | Einfriedung      | | 34463306 | BW             |
| Lange Straße 52° 15′ 5″ N, 9° 57′ 48″ O      | Kapelle          | Die katholische Kapelle St. Mauritius stammt aus dem 14./15. Jahrhundert. Ursprünglich war es ein zweigeschossiger Bau mit einem Satteldach und einem Dachreiter. An der östlichen Seite befindet sich eine Auslucht. Die Ausstattung im Inneren ist aus dem 18. Jahrhundert. | 34461938 |                |
| Lange Straße 52° 15′ 5″ N, 9° 57′ 48″ O      | Baumbestand      | Kath. Kapelle St. Mauritius | 34463416 | BW             |
| Lange Straße 52° 15′ 5″ N, 9° 57′ 47″ O      | Einfriedung      | | 34463503 | BW             |
| Heerstraße 6 52° 15′ 14″ N, 9° 57′ 54″ O     | Wohnhaus         | | 34461763 | BW             |
| Heerstraße 1 52° 15′ 11″ N, 9° 57′ 57″ O     | Wohnhaus         | | 34461743 | BW             |
| Heerstraße 31 52° 15′ 10″ N, 9° 57′ 55″ O    | Wohnhaus         | | 34461783 | BW             |
| Heerstraße 2 52° 15′ 9″ N, 9° 57′ 56″ O      | Futtersiloanlage | Landhandel am Bahnhof | 34463050 | BW             |
| Marktstraße 52° 15′ 9″ N, 9° 57′ 58″ O       | Bildstock        | Wegekreuz, I | 34462012 | BW             |
| Marktstraße 52° 15′ 8″ N, 9° 57′ 59″ O       | Empfangsgebäude  | Bahnhof Algermissen | 34462033 | Weitere Bilder |
| Graswege 5 52° 15′ 1″ N, 9° 57′ 52″ O        | Kirchensaal      | | 34463140 | BW             |
| Kirchweg 1 52° 15′ 15″ N, 9° 58′ 20″ O       | Wohnhaus         | | 34461847 | BW             |
| Borsumer Pass 1 52° 13′ 49″ N, 9° 59′ 20″ O  | Gaststätte       | Gaststätte Borsumer Pass | 34461704 | BW             |
| Auf den Galgen 52° 14′ 31″ N, 9° 59′ 12″ O   | Wegekreuz        | | 34461647 | BW             |
| Auf dem Galgen 52° 14′ 31″ N, 9° 59′ 11″ O   | Baumbestand      | | 34463460 | BW             |

## Bledeln

### Gruppe: Hofanlage, Müllergasse 4
Die Gruppe „Hofanlage, Müllergasse 4“ hat die ID 34454703.

| Lage                                      | Bezeichnung | Beschreibung | ID       | Bild |
| ----------------------------------------- | ----------- | ------------ | -------- | ---- |
| Müllergasse 4 52° 16′ 16″ N, 9° 55′ 25″ O | Wohnhaus    |              | 34462406 | BW   |
| Müllergasse 4 52° 16′ 16″ N, 9° 55′ 25″ O | Scheune     |              | 34463704 | BW   |
| Müllergasse 4 52° 16′ 15″ N, 9° 55′ 26″ O | Einfriedung |              | 34463770 | BW   |

### Einzeldenkmale
| Lage                                         | Bezeichnung | Beschreibung              | ID       | Bild           |
| -------------------------------------------- | ----------- | ------------------------- | -------- | -------------- |
| An der Kirche 5 52° 16′ 16″ N, 9° 55′ 32″ O  | Kirche      | Ev. Pfarrkirche St. Georg | 34462284 | Weitere Bilder |
| An der Kirche 52° 16′ 16″ N, 9° 55′ 33″ O    | Friedhof    |                           | 34462305 | BW             |
| Breite Straße 1 52° 16′ 18″ N, 9° 55′ 30″ O  | Wohnhaus    |                           | 34462325 | BW             |
| Breite Straße 1 52° 16′ 20″ N, 9° 55′ 30″ O  | Einfriedung |                           | 34463285 | BW             |
| Breite Straße 7 52° 16′ 13″ N, 9° 55′ 30″ O  | Wohnhaus    |                           | 34462346 | BW             |
| Breite Straße 10 52° 16′ 12″ N, 9° 55′ 29″ O | Wohnhaus    |                           | 34462366 | BW             |
| Breite Straße 12 52° 16′ 11″ N, 9° 55′ 29″ O | Wohnhaus    |                           | 34462386 | BW             |

## Groß Lobke

### Gruppe: Kirche, Pfarrhaus, Schule, Hofanlage
Die Gruppe „Kirche, Pfarrhaus, Schule, Hofanlage“ hat die ID 34454717.

| Lage                                       | Bezeichnung              | Beschreibung           | ID       | Bild |
| ------------------------------------------ | ------------------------ | ---------------------- | -------- | ---- |
| Judenstraße 4 52° 16′ 16″ N, 10° 0′ 49″ O  | Schule                   | Ehemalige Große Schule | 34462517 | BW   |
| Pfingstanger 5 52° 16′ 17″ N, 10° 0′ 52″ O | Wohn-/Wirtschaftsgebäude |                        | 34462540 | BW   |
| Andreasplatz 2 52° 16′ 16″ N, 10° 0′ 53″ O | Wirtschaftsgebäude       | Speicher               | 34463726 | BW   |
| Pfingstanger 2 52° 16′ 17″ N, 10° 0′ 56″ O | Wohnhaus                 |                        | 34462495 | BW   |
| Andreasplatz 2 52° 16′ 14″ N, 10° 0′ 55″ O | Wohngebäude              |                        | 34463594 | BW   |
| Andreasplatz 2 52° 16′ 13″ N, 10° 0′ 54″ O | Wohnhaus                 |                        | 34463660 | BW   |
| Andreasplatz 2 52° 16′ 13″ N, 10° 0′ 52″ O | Wirtschaftsgebäude       |                        | 34463792 | BW   |
| Andreasplatz 2 52° 16′ 13″ N, 10° 0′ 50″ O | Wohnhaus                 |                        | 44382431 | BW   |
| Andreasplatz 1 52° 16′ 14″ N, 10° 0′ 49″ O | Pfarrhaus                |                        | 34462451 | BW   |

## Lühnde

### Gruppe: Hofanlage, Martinstraße 7
Die Gruppe „Hofanlage, Martinstraße 7“ hat die ID 34454747.

| Lage                                      | Bezeichnung              | Beschreibung | ID       | Bild |
| ----------------------------------------- | ------------------------ | ------------ | -------- | ---- |
| Martinstraße 7 52° 16′ 20″ N, 9° 57′ 1″ O | Wohn-/Wirtschaftsgebäude |              | 34463616 | BW   |
| Martinstraße 7 52° 16′ 19″ N, 9° 57′ 2″ O | Wirtschaftsgebäude       |              | 34463682 | BW   |

### Einzeldenkmale
| Lage                                    | Bezeichnung | Beschreibung               | ID       | Bild           |
| --------------------------------------- | ----------- | -------------------------- | -------- | -------------- |
| Am Brink 1 52° 16′ 26″ N, 9° 57′ 3″ O   | Wohnhaus    |                            | 34462590 | BW             |
| Am Stoben 2 52° 16′ 22″ N, 9° 57′ 1″ O  | Pfarrhaus   |                            | 34462610 | BW             |
| Am Thie 8 52° 16′ 21″ N, 9° 57′ 7″ O    | Wohnhaus    |                            | 34462630 | BW             |
| Martinstraße 52° 16′ 20″ N, 9° 57′ 4″ O | Kirche      | Ev. Pfarrkirche St. Martin | 34462705 | Weitere Bilder |
| Martinstraße 52° 16′ 20″ N, 9° 57′ 4″ O | Friedhof    | Ev. Pfarrkirche St. Martin | 34463372 | BW             |
| Martinstraße 52° 16′ 20″ N, 9° 57′ 3″ O | Einfriedung |                            | 34463481 | BW             |

## Ummeln

### Gruppe: Kapelle, Pfarrhaus ehemaliges, Ostermarsch 37
Die Gruppe „Kapelle, Pfarrhaus ehemaliges, Ostermarsch 37“ hat die ID 34454777.

| Lage                                       | Bezeichnung | Beschreibung                                   | ID       | Bild           |
| ------------------------------------------ | ----------- | ---------------------------------------------- | -------- | -------------- |
| Ostermarsch 39 52° 16′ 55″ N, 9° 58′ 32″ O | Kapelle     | Die Kapelle Ummeln ist eine Bruchsteinkapelle. | 34462901 | Weitere Bilder |
| Ostermarsch 37 52° 16′ 55″ N, 9° 58′ 32″ O | Schule      |                                                | 34462944 | BW             |

### Einzeldenkmale
| Lage                                        | Bezeichnung | Beschreibung | ID       | Bild |
| ------------------------------------------- | ----------- | ------------ | -------- | ---- |
| Ummilostraße 18 52° 16′ 55″ N, 9° 58′ 35″ O | Wohnhaus    |              | 34462924 | BW   |

## Wätzum

### Einzeldenkmale
| Lage                                          | Bezeichnung              | Beschreibung   | ID       | Bild |
| --------------------------------------------- | ------------------------ | -------------- | -------- | ---- |
| Wattekumstraße 21 52° 16′ 26″ N, 9° 58′ 27″ O | Wohnhaus                 |                | 34463007 | BW   |
| Wattekumstraße 52° 16′ 23″ N, 9° 58′ 29″ O    | Kapelle                  | Kapelle Wätzum | 34462966 |      |
| Wattekumstraße 5 52° 16′ 22″ N, 9° 58′ 30″ O  | Wohnhaus                 |                | 34462987 | BW   |
| Wattekumstraße 10 52° 16′ 22″ N, 9° 58′ 31″ O | Bruchsteinmauer          |                | 34463394 | BW   |
| Wattekumstraße 10 52° 16′ 22″ N, 9° 58′ 32″ O | Wohn-/Wirtschaftsgebäude |                | 34463184 | BW   |
| Wattekumstraße 52° 16′ 22″ N, 9° 58′ 32″ O    | Baum                     |                | 34463548 | BW   |